# James Valentine (fotograf)

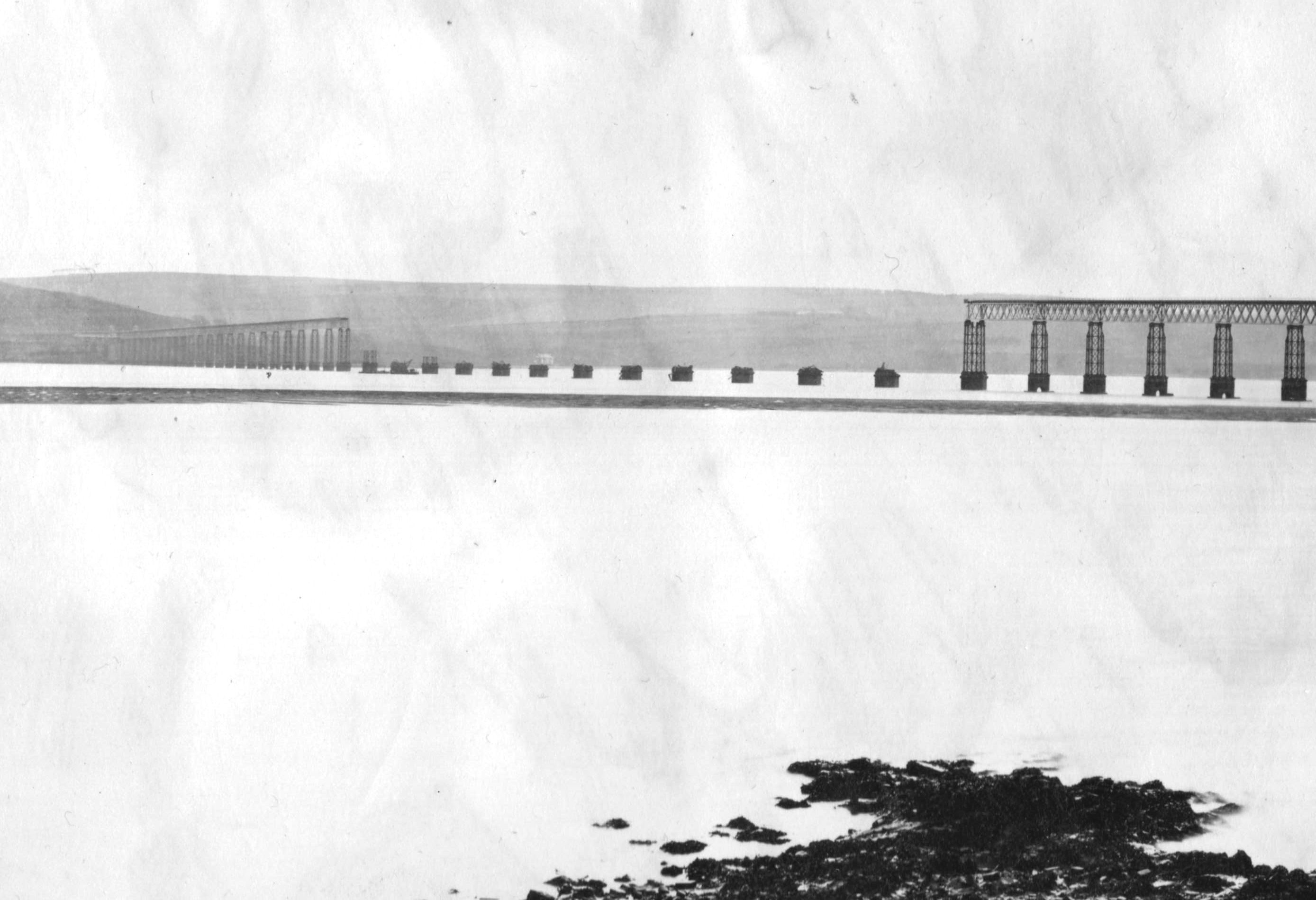
James Valentine: Havárie na mostu Tay bridge, 1880, forenzní fotografie

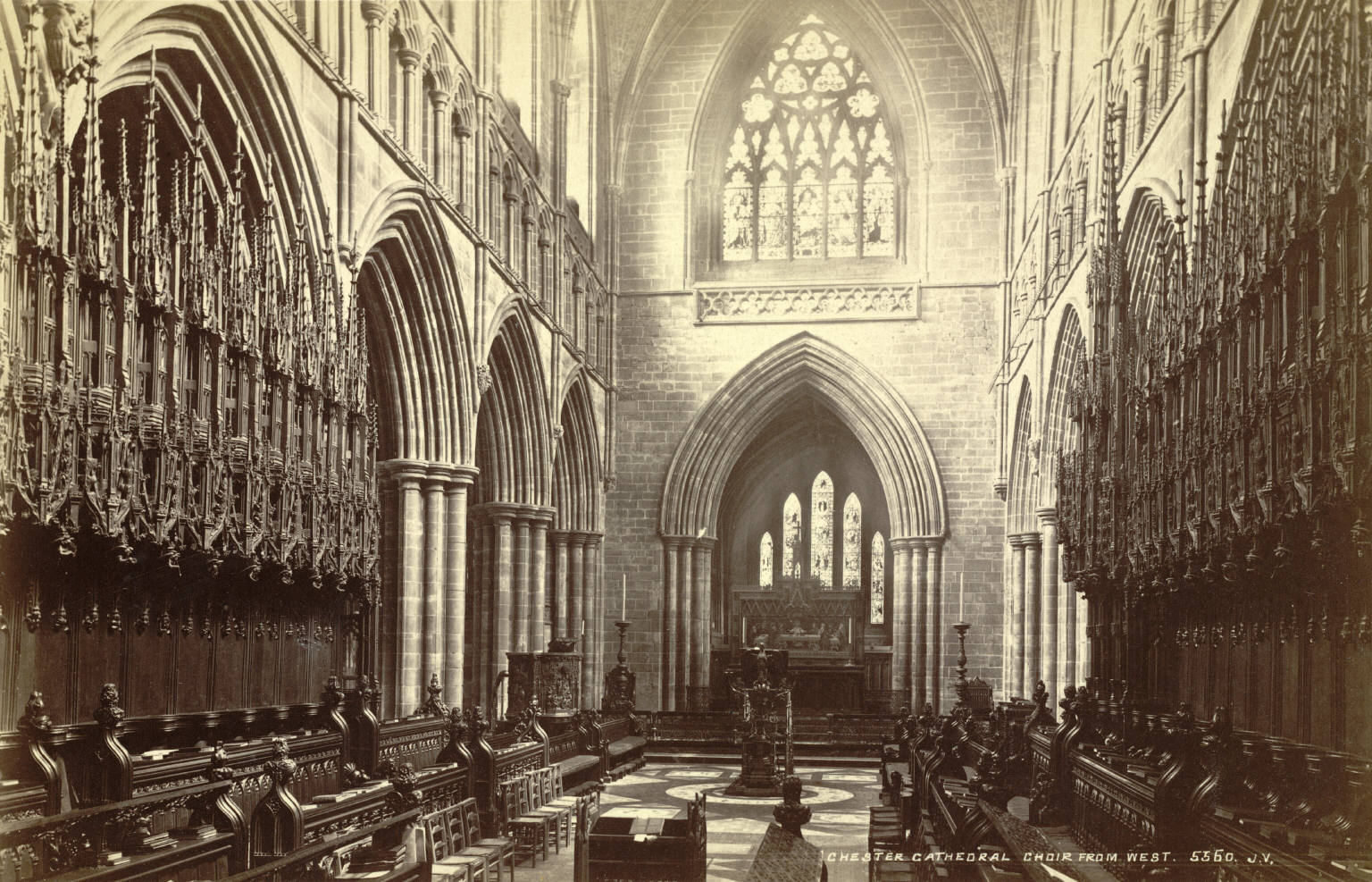
James Valentine: Katedrála v Chesteru, pohled na chór ze západu, asi 1870-1880

James Valentine (12. června 1815 – 19. června 1879) byl skotský fotograf, litograf a vydavatel působící ve městě Dundee. Od začátku 60. let 19. století pořizoval skotské topografické pohledy a později se stal mezinárodním výrobcem pohlednic.

## Život a dílo
Zaměřoval se na střední a vyšší třídu trhu cestovního ruchu, vyráběl alba obsahující výběr fotografií uspořádaných geograficky a jednotlivých krajinářských tisků. Jeho největšími konkurenty v té době byli Francis Frith a George Washington Wilson, kteří produkovali obrazy podobné kvality. Krajiny byly k dispozici ve třech různých formátech – kabinetky, imperial a carte de visite. Vyráběl také stereoskopické pohlednice. Soustředil se na turistické památky ve Skotsku a v Anglii okolo roku 1882 a fotografoval také známá zahraniční střediska, včetně Norska, Jamajky, Tangeru, Maroka, Madeiry a Nového Zélandu před rokem 1900.
Jeho společnost se stala velmi známou po katastrofě mostu Tay Bridge z 28. prosince 1879, když byl pověřen pořídit fotografickou dokumentaci zbytků mostu pro vyšetřovací soud. Zaznamenali více než 50 vysoce kvalitních fotografií trosek, které byly využity u soudu při poskytování svědectví. Jedná se o jednu z prvních forenzních fotografií využitou v soudním procesu. Zkoumaly se příčiny zřícení železničního mostu přes skotský záliv Firth of Tay při průjezdu vlaku během bouře 28. prosince 1879, jen rok a půl po uvedení mostu do provozu. Snímky byly následně prodávány po celé zemi jako pohlednice. Byly také v poslední době (2003) opětovně zkoumány za použití digitálních metod, aby se ukázalo, proč se most zhroutil.

## Galerie

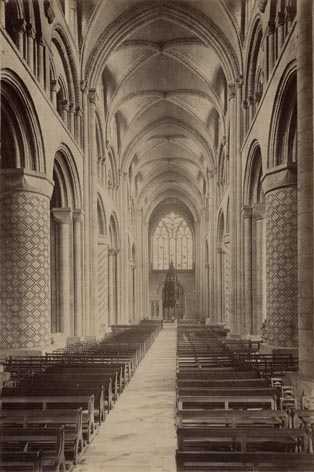
Durhamská katedrála, 1890
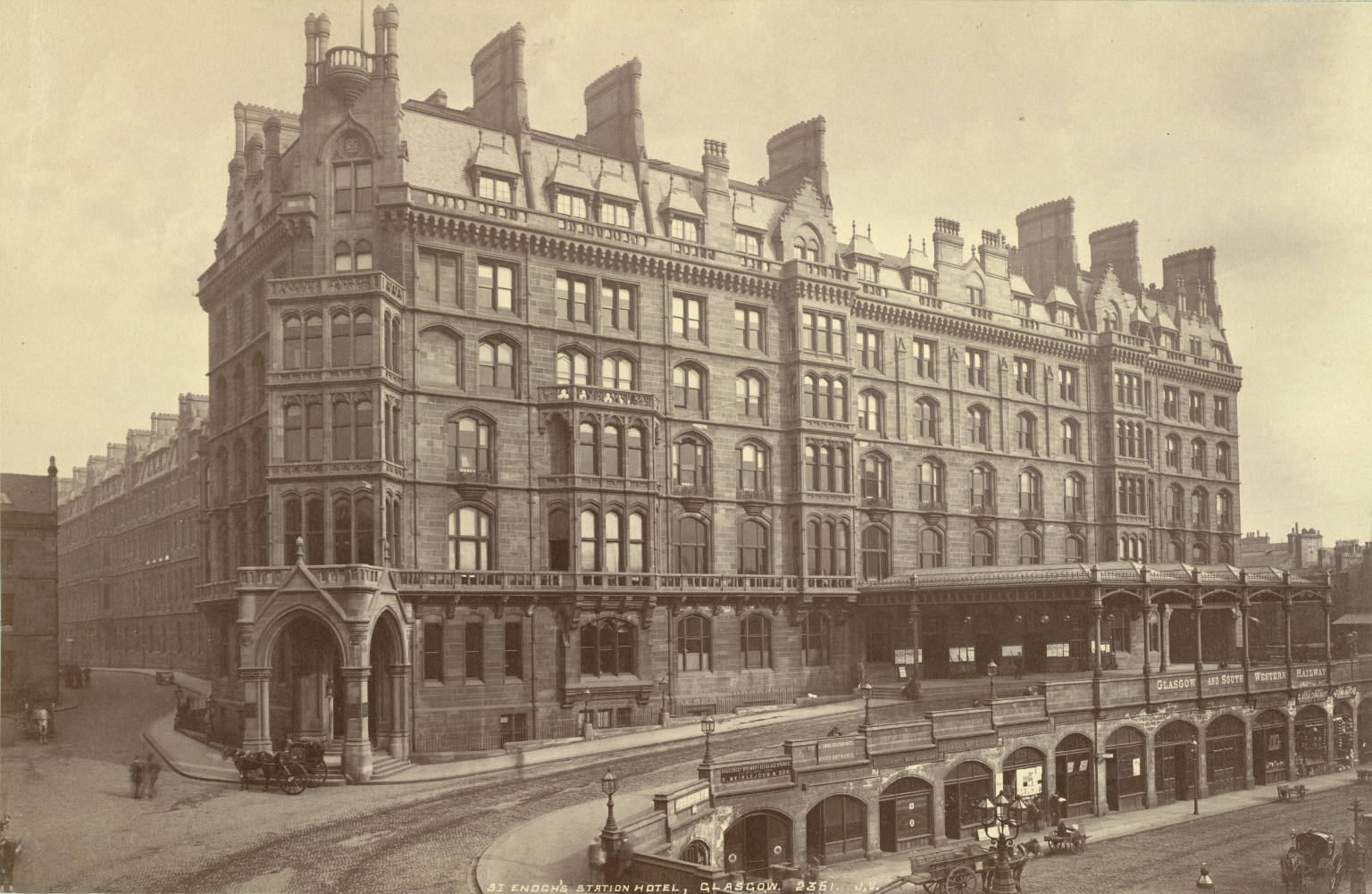
Glasgow. Saint Enoch's Station Hotel
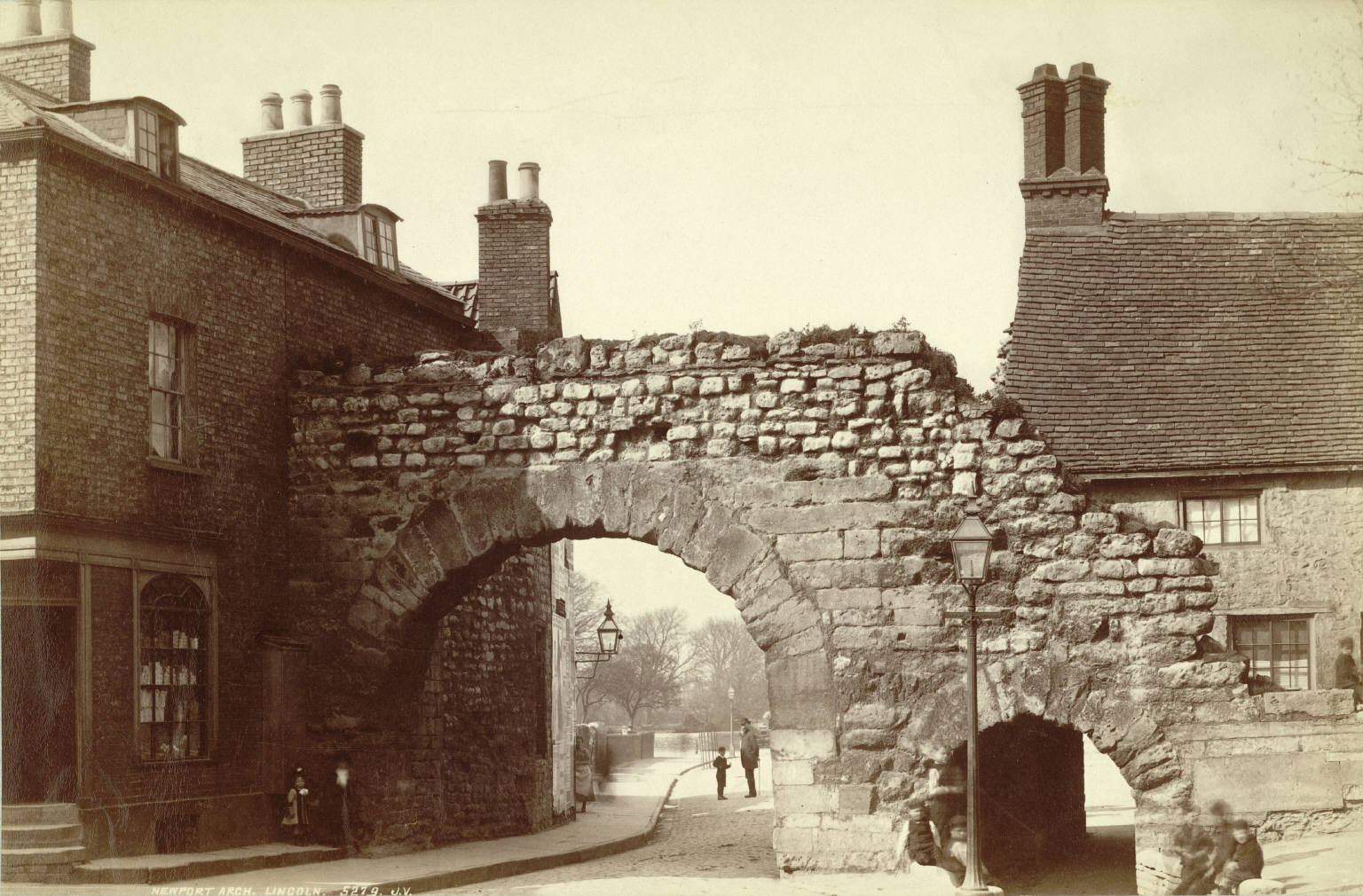
Lincoln. The Newport Arch
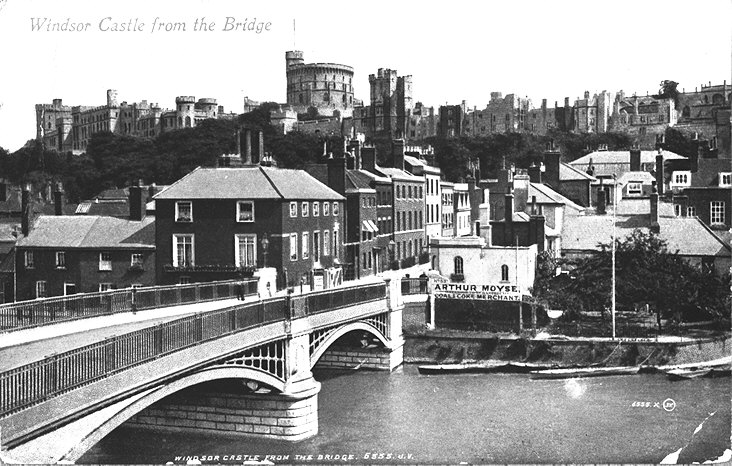
Windsorský hrad od mostu, 1866
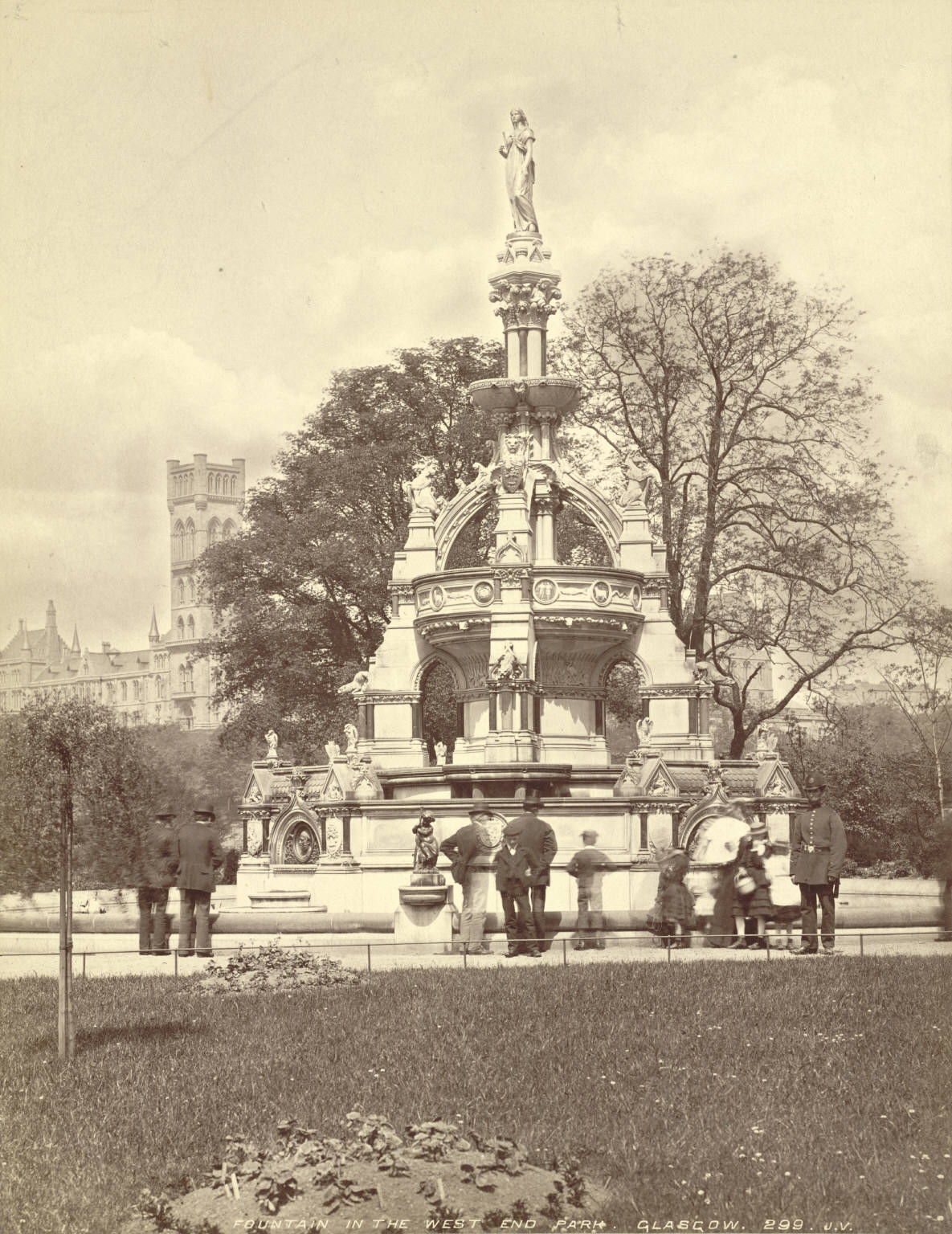
Glasgow. Stewart Memorial Fountain, West End Park (nyní Kelvingrove)
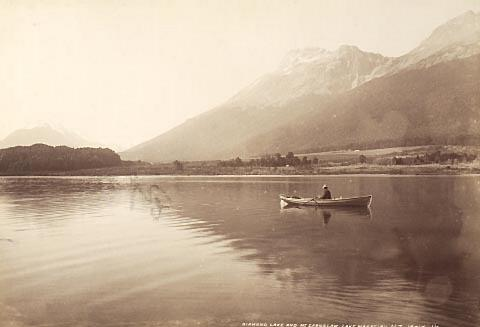
Jezero Diamond Lake a hora Mount Earnslaw, albuminový tisk, asi 1885